# پیرمبل
پیرمبل (به ترکی آذربایجانی: Pirembel) یک منطقه مسکونی در جمهوری آذربایجان است که در شهرستان یاردیملی واقع شده است. پیرمبل ۵۵۷ نفر جمعیت دارد.